# Larbi Bennani
Pour les articles homonymes, voir Bennani.
Larbi Bennani,  né en 1930 à Fès, est un scénariste et réalisateur marocain de cinéma.

## Biographie
Larbi Bennani est diplômé de l'IDHEC en 1954. Après avoir été stagiaire aux studios Billancourt à Paris, il entre au Centre cinématographique marocain en 1959, où il réalise plusieurs courts métrages documentaires commandés par des ministères. En 1968, il est l'auteur du second long métrage de l'histoire du Maroc avec Quand les dattes mûrissent, qui interroge l'apport de la modernité dans la société rurale marocaine.